# Agnija Ditkovskytė
Agnija (Agnė) Ditkovskytė (mac. Александра Павлова, ur. 11 maja 1988 w Wilnie) – litewska aktorka teatralna i filmowa.

## Biografia
Urodził się w 1988 r. w Wilnie. Jej ojcem jest litewski aktor i reżyser Olegas Ditkovskis i rosyjska aktorka Tatjana Borisowna Lutajewa. W 2004 r. przeprowadziła się z matką do Moskwy, gdzie uczyła się w litewskim liceum im. Jurgisa Baltrušaitisa. Po ukończeniu szkoły średniej rozpoczęła naukę na Wszechrosyjskim Państwowym Uniwersytecie Kinematografii im. S.A. Gierasimowa. Na pierwszym roku porzuciła naukę. 

## Kariera
W 2006 r., reżyser Rewaza Gigineiszwil, powierzył jej główną rolę w filmie Żara. W tym samym roku zagrała w filmie Znaki lubwi, w reż. Władimira Mirzojewa. W 2013 r. zagrała rolę Olgi w  serialu telewizyjnym Dieło czesti. W 2014 r. zagrała rolę Nastusi w filmie Wij w reż. Olega Stiepczenki. W 2017 r. wcieliła się w rolę Zebry w filmie fantasy Tancy nasmiert´ w reż. Andrieja Wołgina. W latach 2020-2021 grała główne role w serialach telewizyjnych Doktor Prieobrażenskij i Za czas do rasswieta. W 2013 r. zagrała w filmie Gardiemariny 1787. Wojna. W 2024 r. zagrała w serialu telewizyjnym Na awtomatie.